# Tri des déchets
 (mai 2017).

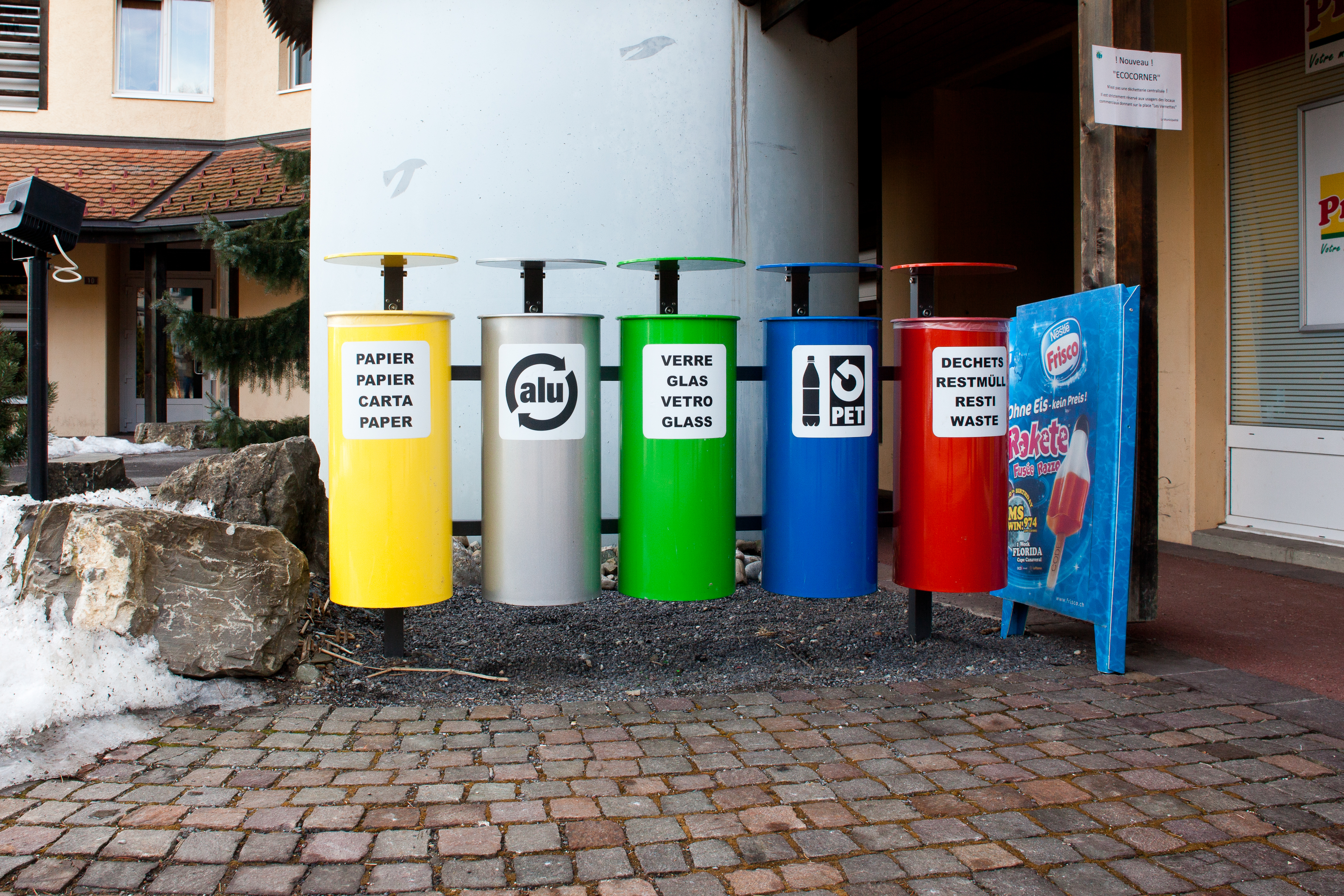
Bornes de tri des déchets, en Suisse.

Le tri des déchets et la collecte sélective sont des actions consistant à séparer et récupérer les déchets selon leur nature, à la source, pour éviter les contacts et les souillures. Ceci permet de leur donner une « seconde vie », le plus souvent par le réemploi et le recyclage, évitant ainsi leur simple destruction par incinération ou abandon en décharge et permettant par conséquent de réduire l'empreinte écologique des déchets.
Le tri des déchets a un impact positif sur l'environnement, puisque moins de déchets sont jetés et la matière réutilisée n'a pas besoin d'être extraite autre part.

## Historique
Les hommes préhistoriques semblent avoir valorisé une partie de leurs déchets alimentaires (os et ivoire utilisés pour faire des armes, des propulseurs, des aiguilles, des bijoux…). Certains restes étaient jetés dans des fossés, des puits, des gouffres ou laissés dans les abris sous roche, qu'ils habitaient tout ou partie de l'année. Les populations nomades des bords de mer ont laissé, le long des côtes, des monticules de coquillages entremêlés de charbons de bois et d'ossements de petits animaux et arêtes de poissons.
En 1884, Eugène Poubelle, préfet du département de la Seine, en France, invente la poubelle. Il prévoit déjà la collecte sélective : trois boîtes à déchets sont obligatoires, une pour les matières putrescibles ou organiques, une pour les papiers et les chiffons et une dernière pour le verre, la faïence et les coquilles d'huîtres, selon l'arrêté publié le 24 novembre. Mais ce règlement n'est que partiellement respecté et il faudra attendre près d'un siècle pour que le tri soit mis en place en France, en 1974, à la suite du premier choc pétrolier de 1973.
Selon la campagne nationale française de caractérisation des déchets ménagers menée par l'ADEME en 2018, les ménages français en produisent 580 kg/an/hab. Environ 51 kg/an/hab d'emballages et 18 kg/an/hab de papiers ont été triés en 2020. Les trois principales catégories de déchets sont les déchets putrescibles, les incombustibles non classés (dont 85 % de gravats) et les combustibles non classés. En 2007, cette même campagne recensait 391 kg/an/hab de déchets.
La qualité du tri dépend en réalité d'une multitude d'acteurs et de toutes les étapes du cycle de vie du produit[Comment ?].
Les deux éco-organismes agréés par l’État pour organiser, superviser et accompagner le recyclage des emballages ménagers en France sont les entreprises Citeo (anciennement Eco-Emballages) et Adelphe.

## Particularités

### Enjeux
Il s'agit, avant toute chose, d'éviter le contact entre substances pouvant réagir chimiquement. Les déchets fermentescibles ménagers peuvent notamment dégrader les autres substances. S'il se trouve par exemple des piles électriques usagées, la corrosion engendrée attaque les enveloppes métalliques et provoque la libération de métaux lourds toxiques.
Les déchets ainsi triés constituent une « matière première secondaire » contenant notamment des produits issus d'hydrocarbures fossiles et donc valorisable économiquement.
On applique ainsi la règle des « trois R » : recycler, réutiliser, réparer.

### Modalités
Le tri des déchets, ou « tri sélectif », selon une expression pléonastique apparue au début des années 1990, a ceci de particulier qu'il implique chaque personne individuellement et concourt à la responsabiliser dans sa conduite environnementale. En effet, sans la participation active de chacun des administrés, les collectivités locales ne seraient pas en mesure d'appliquer la même politique de gestion des déchets, en tout cas pas avec la même efficacité et pas avec les mêmes coûts.

### Formation au tri à la source

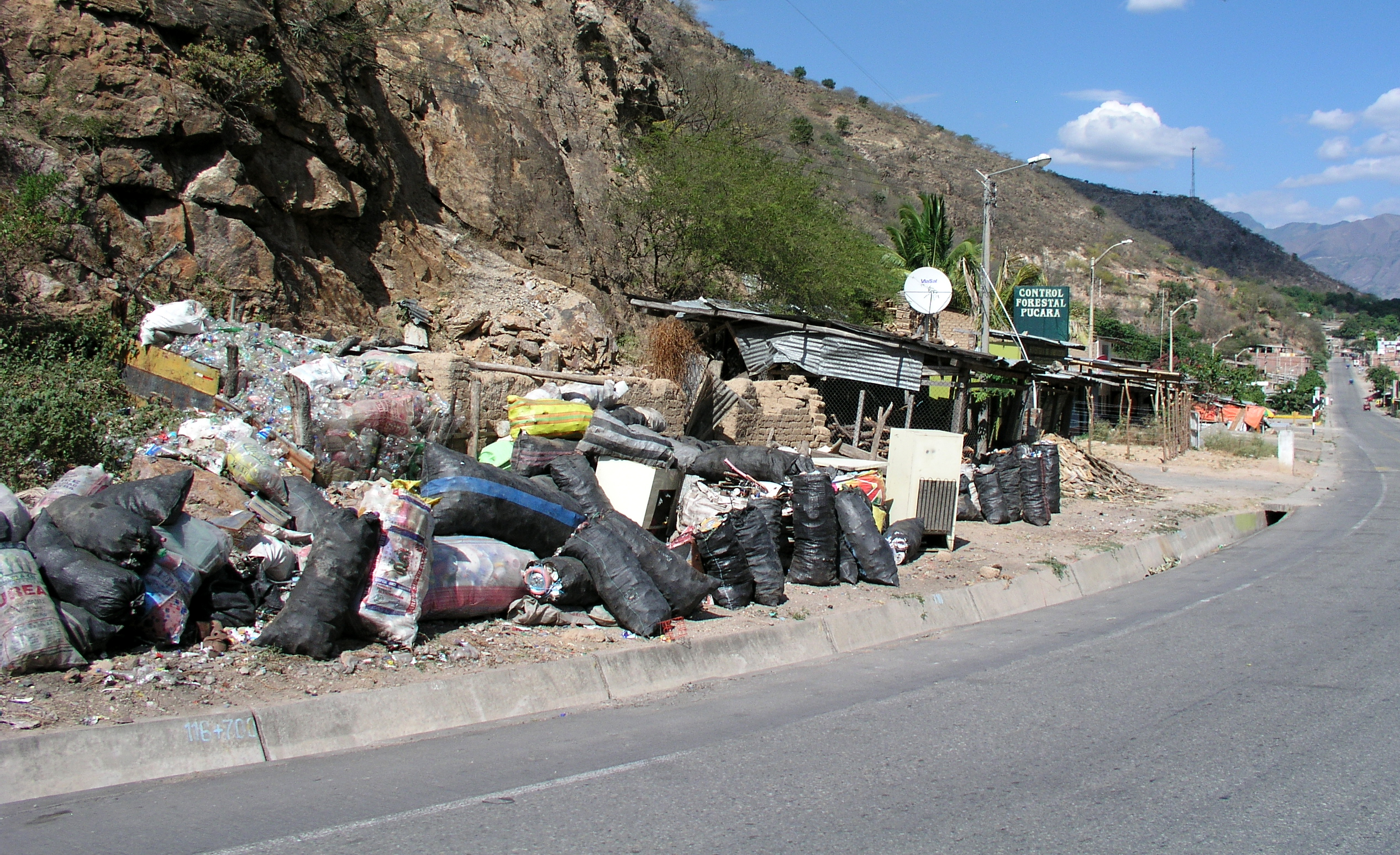
Initiative de tri à Pucara, Cajamarca, Pérou.

Le tri demande un apprentissage pour ne pas se tromper. Si le tri est mal fait, cela fait perdre du temps au centre de tri qui doit à nouveau trier, et cela risque de souiller les déchets recyclables. Souvent, les poubelles mal triées ne sont pas acceptées au centre de tri et repartent avec les déchets non recyclables. Certaines communes laissent la poubelle devant la maison avec un mot d'explications.
Des « ambassadeurs du tri » peuvent faire partie d'une politique de pédagogie active à long terme. De même, les mouvements de jeunesse, à l'occasion de camps de vacances, initient les jeunes sous forme ludique de « jeux de collecte sélective », souvent jumelés avec des activités de nettoyage de forêts, de lacs et rivières et de plages.

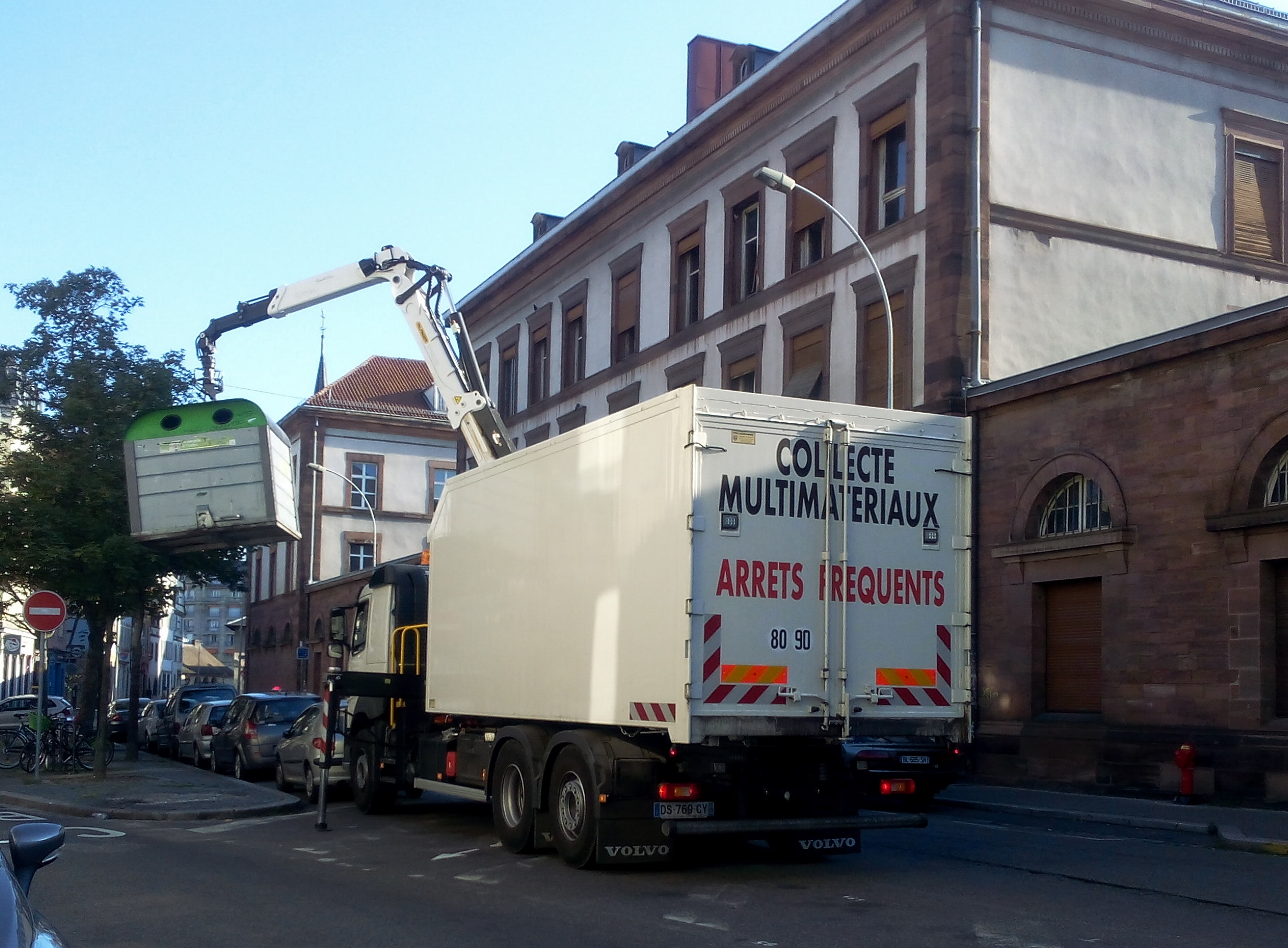
Collecte du verre par conteneur en France.

### Écoconception
Lors de la conception d'un produit, l'industriel doit prendre en compte la recyclabilité des matériaux qu'il met en œuvre.
La recyclabilité se définit comme l'aptitude d’un produit ou d’un emballage à s’intégrer dans une filière de tri afin de permettre une récupération optimale de la matière par le recyclage ou le réemploi.
Elle se fonde donc sur :
- les filières de réemploi : associations d’insertion, organisations interprofessionnelles… ;
- les procédés et les technologies de recyclage ;
- l’existence de débouchés pour les matières récupérées ;
- l’état des technologies en centre de tri…

Toutes les caractéristiques du produit (poids, matériaux et additifs utilisés, forme, etc.) interviennent donc dans l’évaluation de la « recyclabilité ». Un produit ou un emballage complexe qui mêle des matériaux différents et difficilement séparables sera par exemple plus difficile à trier et à recycler que des produits mono-matériaux ou conçus pour être facilement séparés.
L’intégration du critère de recyclabilité dans la conception d’un produit a été poussé à son maximum par le concept cradle to cradle (« du berceau au berceau ») qui vise à concevoir des produits qui pourront être facilement démontés pour être triés en fonction des matériaux qui le composent pour faciliter leur réemploi ou leur recyclage.

### Individus citoyens
Le tri des déchets implique chaque personne individuellement et repose sur son implication. En effet, sans la participation active de celui qui consomme et qui jette, les metteurs sur le marché (entreprises) et les acteurs de la collecte (collectivités locales) ne seraient pas en mesure de récupérer les déchets.
Le geste de tri des individus a donc un impact sur :
- les quantités collectées ;
- la qualité des matériaux collectés.

Les « erreurs de tri » risquent en effet de souiller les matériaux recyclables et donc de dégrader leur recyclabilité. Elles impliquent d’autre part un sur-tri (un deuxième niveau de tri) qui fait perdre du temps au centre de tri et a un coût pour la collectivité. Par la suite, la commune ou le syndicat intercommunal se charge de la collecte en respectant les différentes filières.

### Collectivités locales

#### France

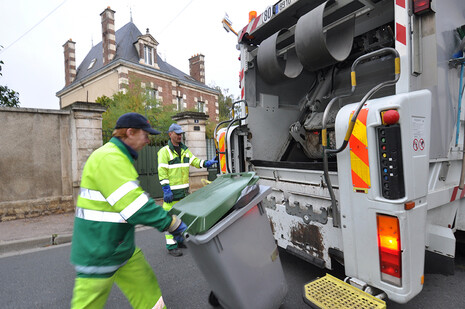
Collecte des poubelles de tri à Auxerre

La mise en pratique du tri des déchets connaît de nombreuses variations d'une commune à l'autre en France :
- la collecte sans distinction des déchets, dans laquelle les ordures peuvent sont collectées ensemble puis triées dans un centre de tri. Cette méthode est encore peu développée[réf. nécessaire] car le tri doit permettre à la fois de gérer des déchets souillés et de limiter les coûts de main-d'œuvre potentiellement importants en l'absence de processus automatisé. Ce procédé a néanmoins déjà été déployé par certains industriels sous le nom de « Tri mécanobiologique »[10] ;
- la collecte par « apport volontaire » : les habitants apportent leurs déchets recyclables jusqu'aux points de collecte, les points d'apport volontaire (PAV), en général des conteneurs ou des bacs spécifiques installés sur la voirie, ou bien rendent leurs équipements électroniques et électriques (DEEE) au magasin. Cette méthode de collecte permet de récupérer papier, carton, métal, plastique et verre, mais aussi les piles, vêtements, disques compact… De la même façon, les déchèteries reçoivent ces déchets ainsi que des déchets qui ne sont pas acceptés par la collecte en porte-à-porte ou sur la voiries dans les PAV (gros cartons de colis par exemple) ;
- la collecte sélective en porte-à-porte et bac sec : la commune met à la disposition de ses habitants plusieurs poubelles (deux à quatre selon le niveau de tri) généralement différenciées à l'aide d'un code couleur, ou bien des « poches jaunes » permettant de mettre les quatre principaux déchets dans cette poche directement (papier, carton, plastique et métal). C'est ensuite à eux de trier leurs déchets selon leur nature (organique, métal, plastique, verre, carton ou papier) et de les placer dans la poubelle correspondante. Cette solution permet de collecter de plus grands volumes que l'apport volontaire, mais son inconvénient est que le tri comporte souvent des erreurs ;
- la collecte mixte : la collecte est partagée entre apport volontaire et collecte sélective en porte-à-porte. Par exemple, les emballages et déchets non recyclables sont récupérés en porte-à-porte, tandis que le verre et le papier peuvent être apportés dans des conteneurs centralisés. La collecte mixte est le plus souvent la solution retenue[réf. souhaitée].

Par la suite, la commune ou le syndicat intercommunal se charge de la récupération de déchets en respectant les différentes filières.
Cas particulier, la collecte du verre est réalisée quasi exclusivement en apport volontaire dans des colonnes de tri prévues à cet effet en bord de route afin d'éviter aux ouvriers chargés du tri des sacs jaunes dans les centres de tri de se blesser.

### Code des couleurs des conteneurs
Les types de déchets recueillis par conteneur diffèrent d'une collectivité à une autre, et certaines communes regroupent aussi plusieurs types de déchets dans une seule et même poubelle (journaux et métaux, par exemple). Cette diversité empêche la mise en place de standards de couleurs au niveau national ou européen. Elle aboutit parfois à des inversions de couleurs d'une collectivité à l'autre.

Exemples de conteneurs pour sélection des déchets
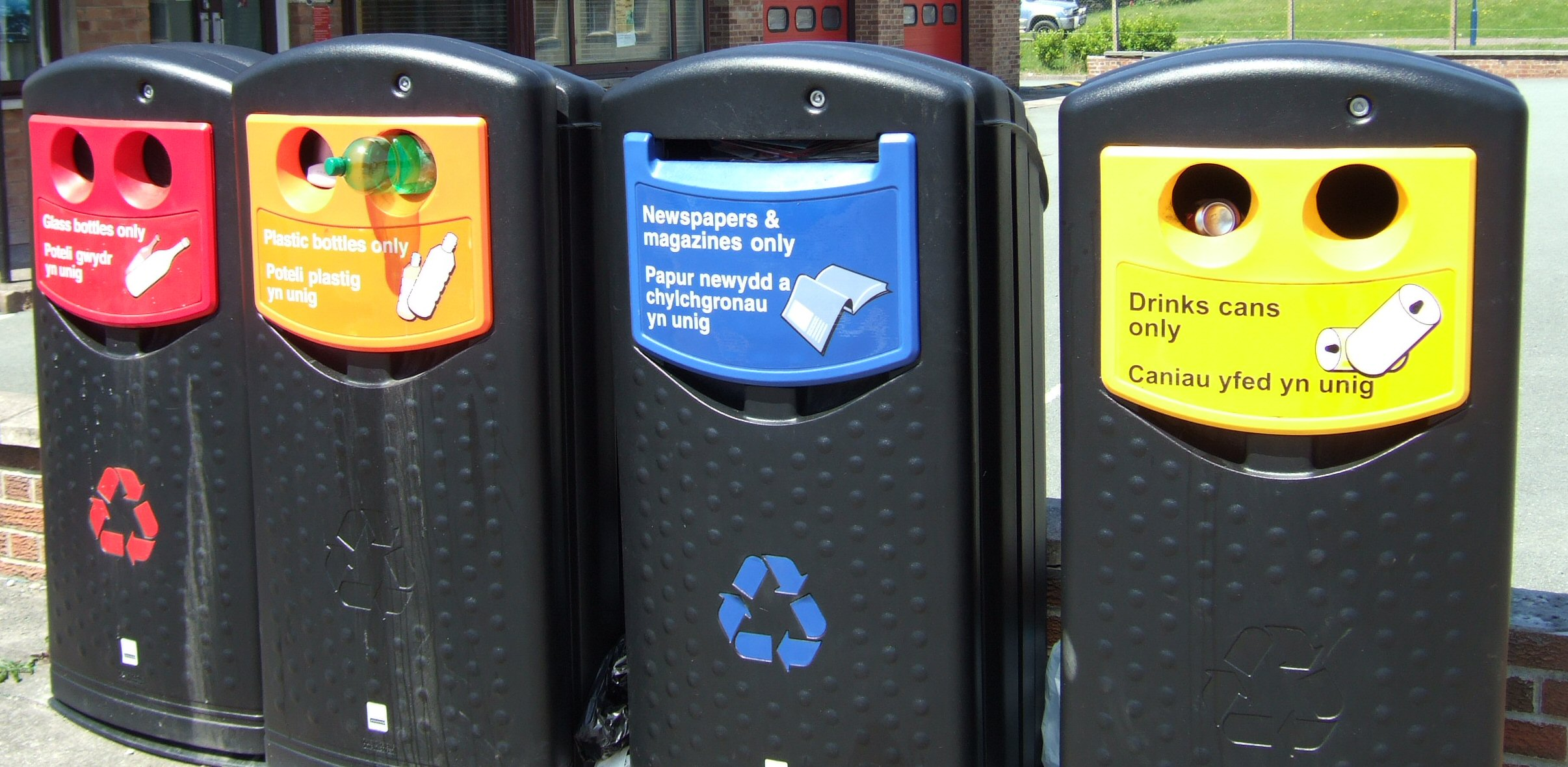
Au Pays de Galles.
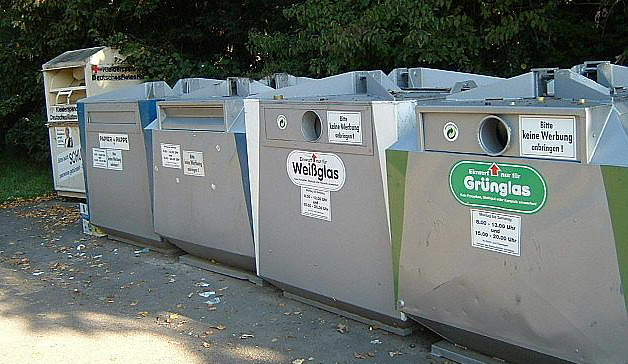
En Allemagne (Niederhofheim).
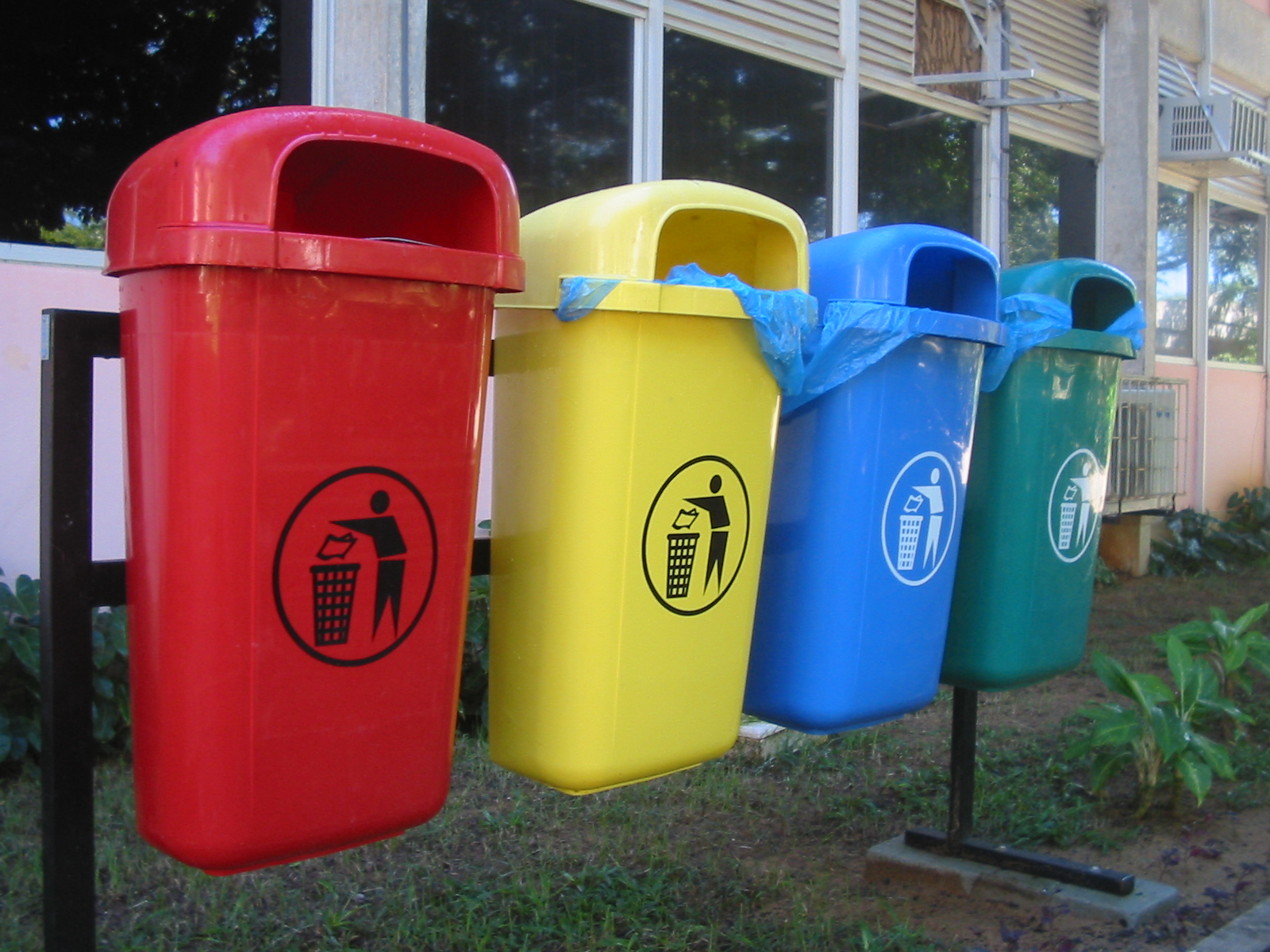
Au Brésil (Natal).
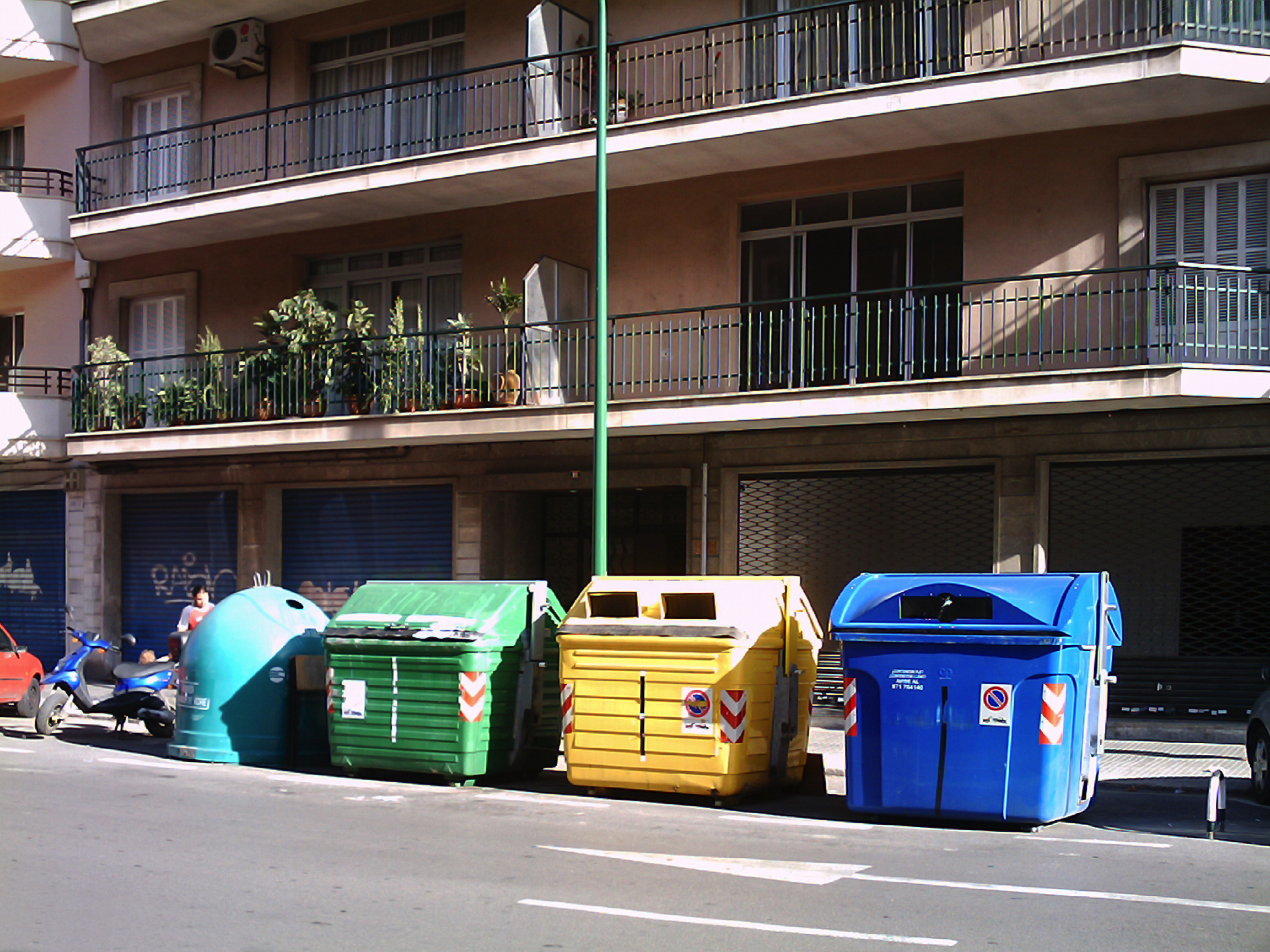
En Espagne (Catalogne).
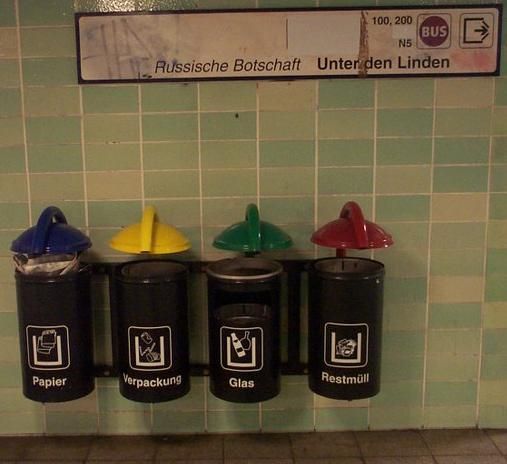
En Allemagne (Berlin).
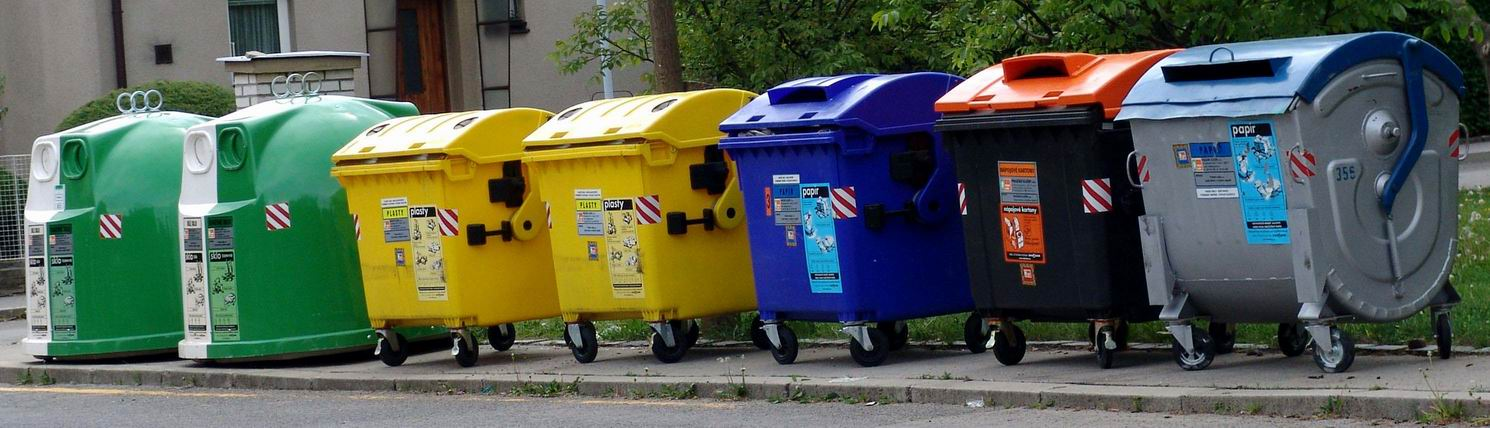
En République tchèque (Prague).
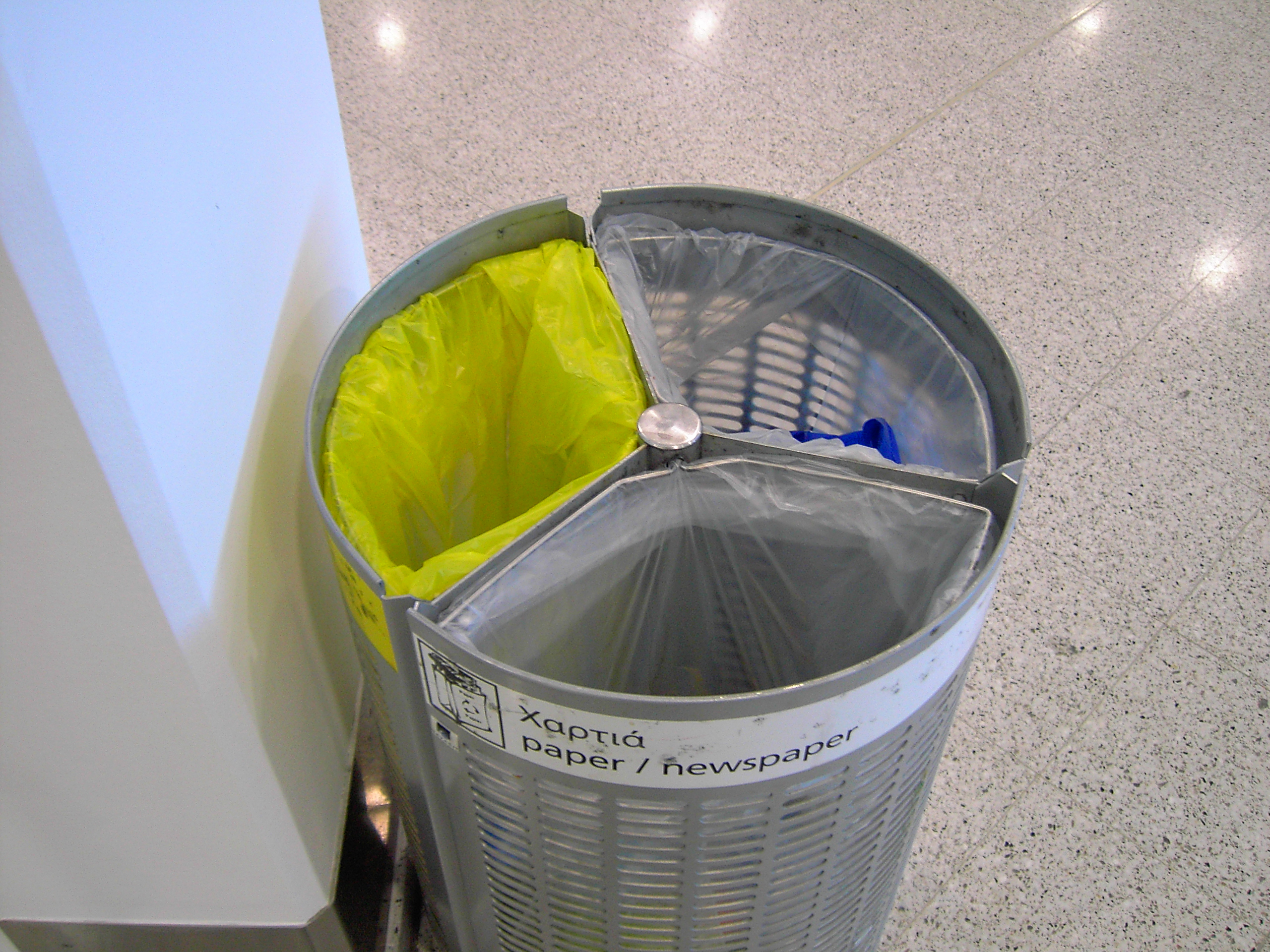
Poubelle publique adaptée au tri des déchets à Athènes.
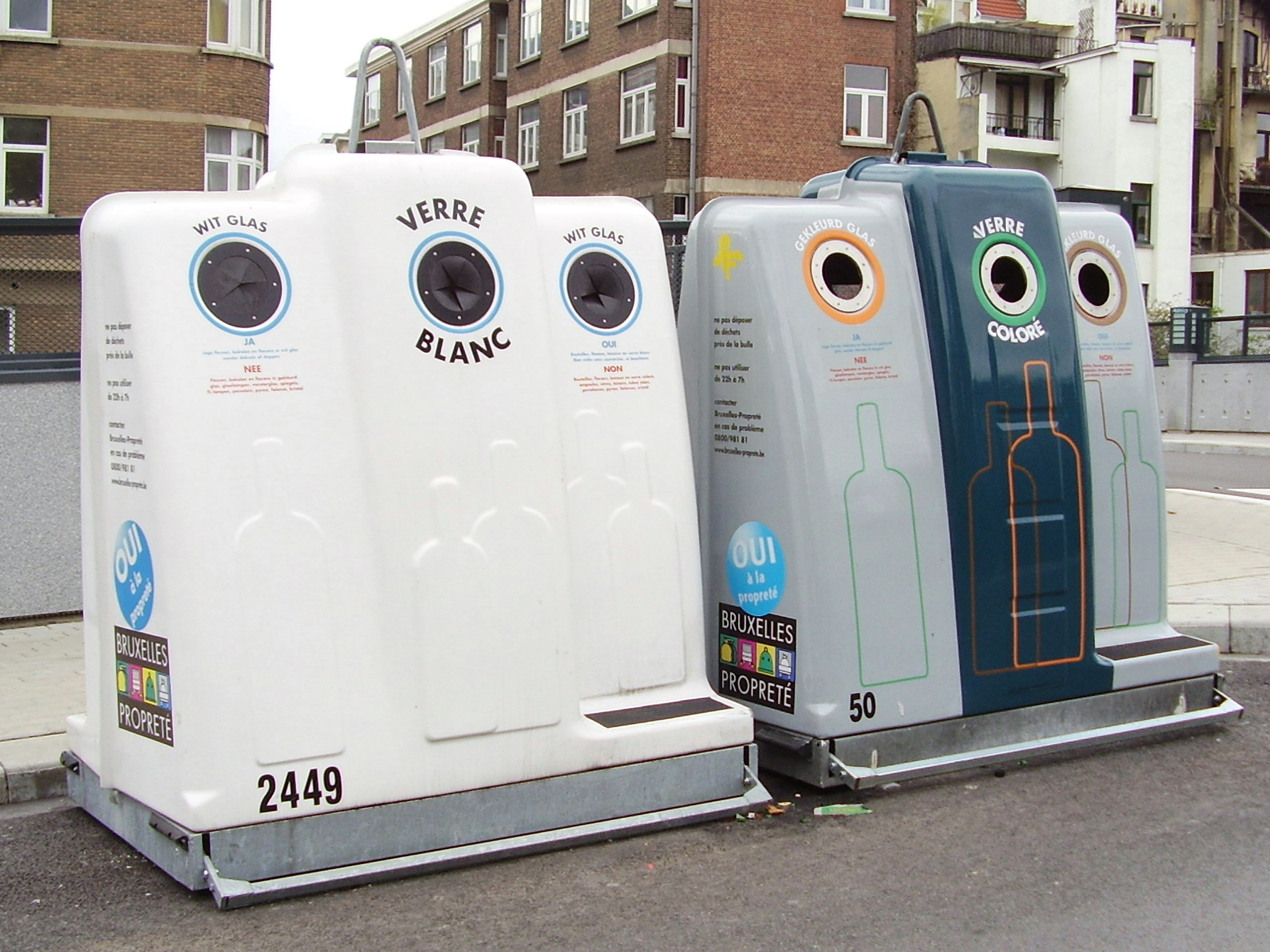
« Bulles » de tri pour la récolte du verre (Bruxelles).
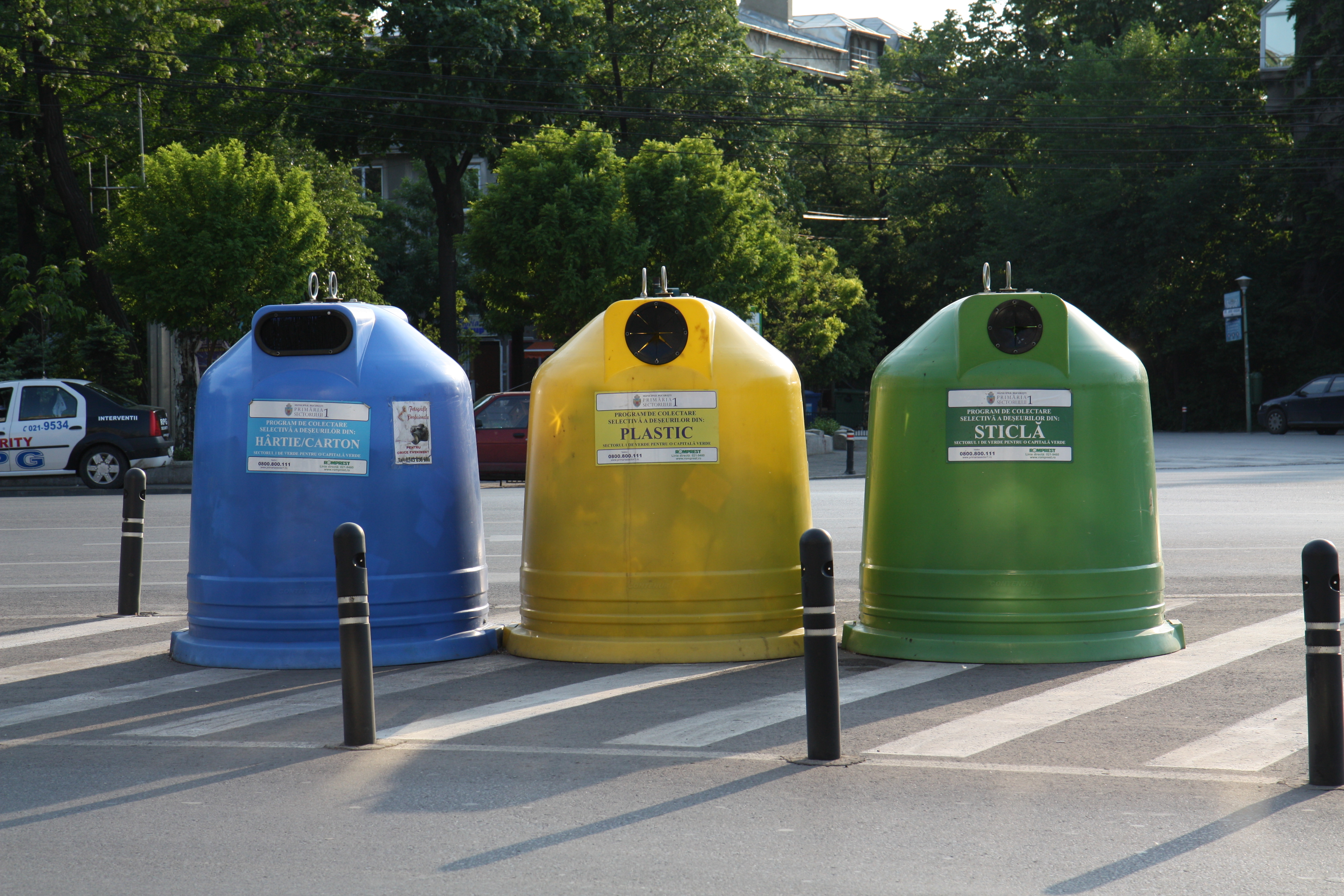
En Roumanie (Bucarest).
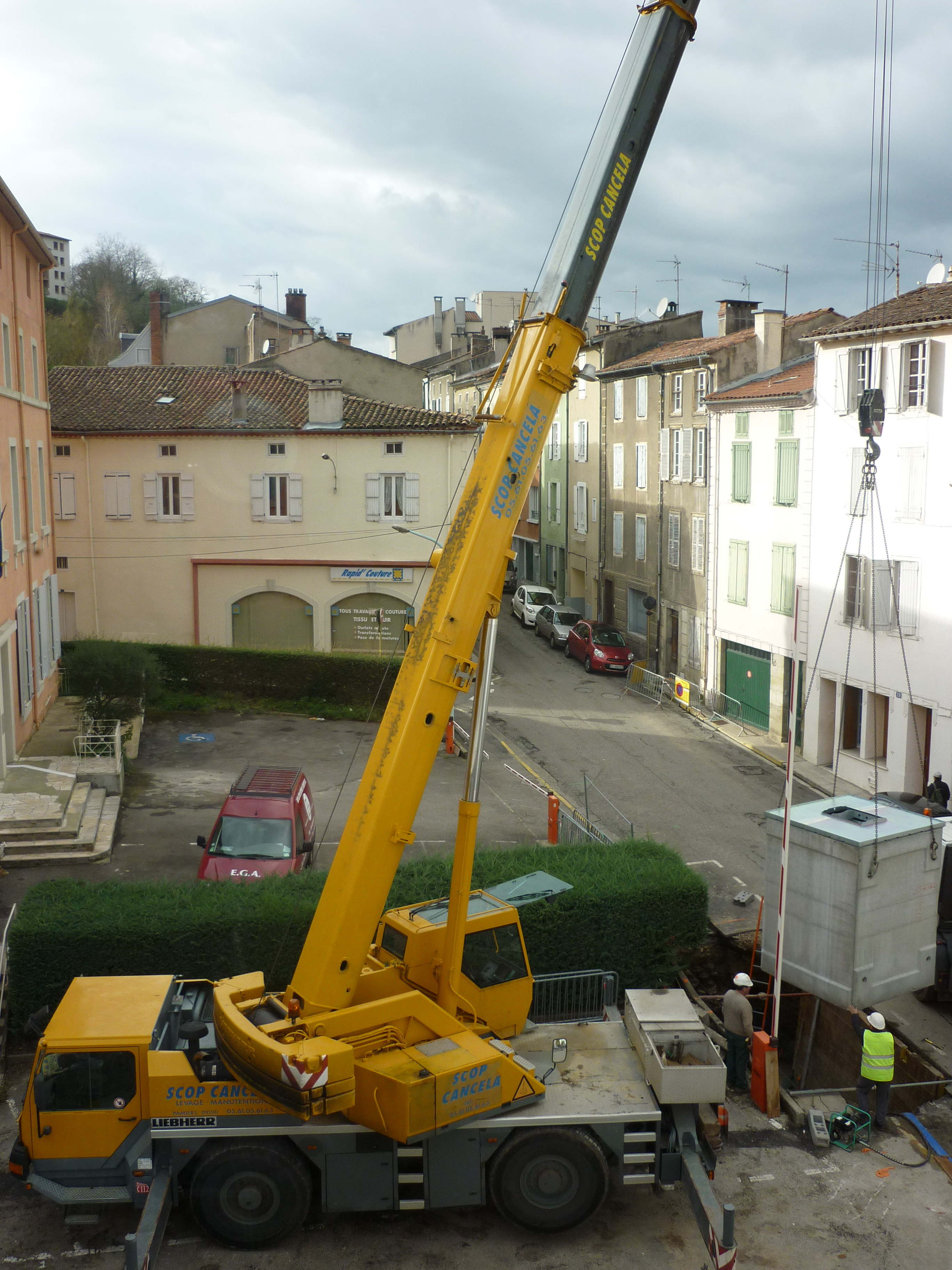
Mise en place d'un conteneur enterré à ordures ménagères à Foix.
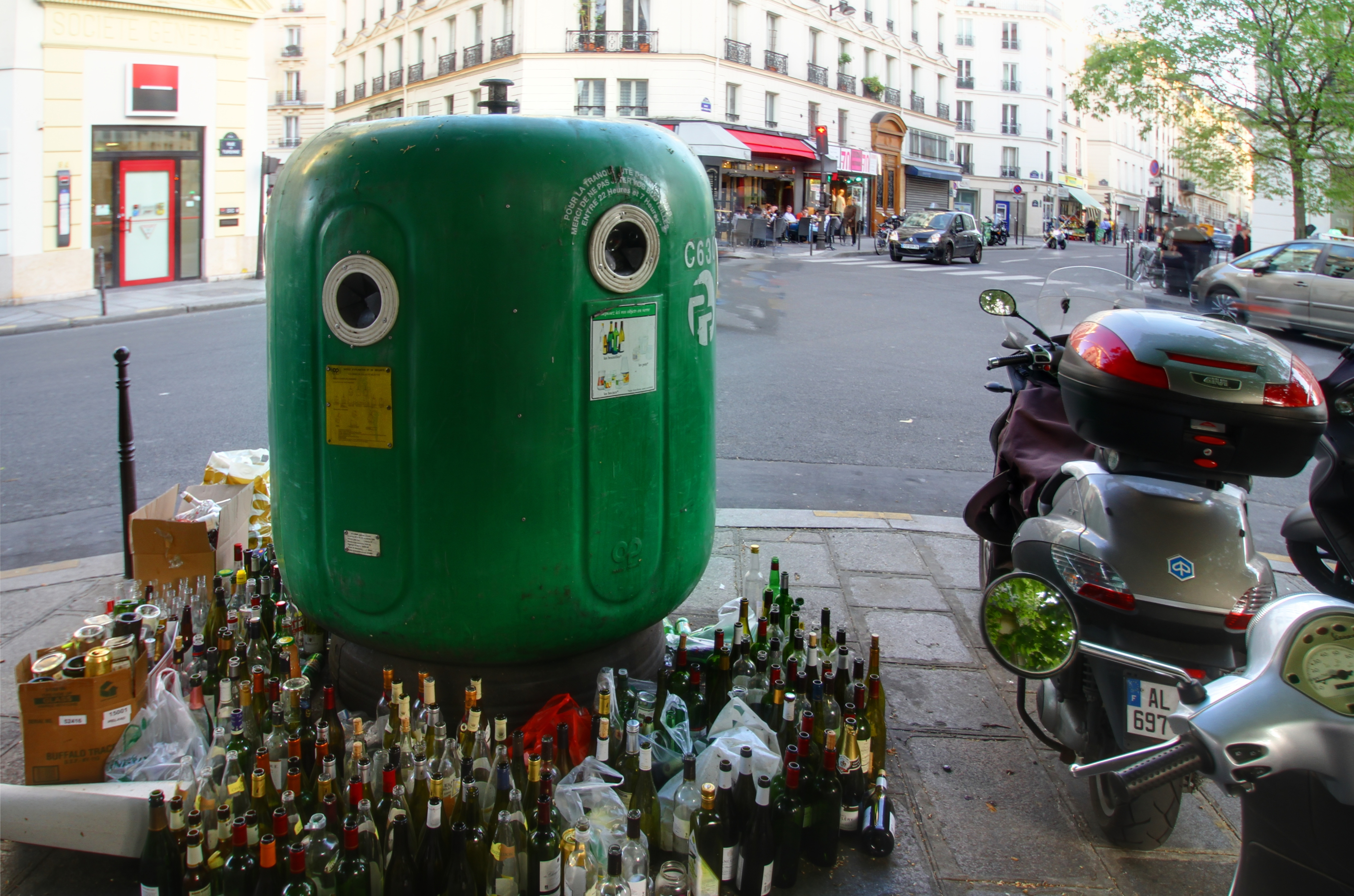
Conteneur pour collecte du verre à Paris.
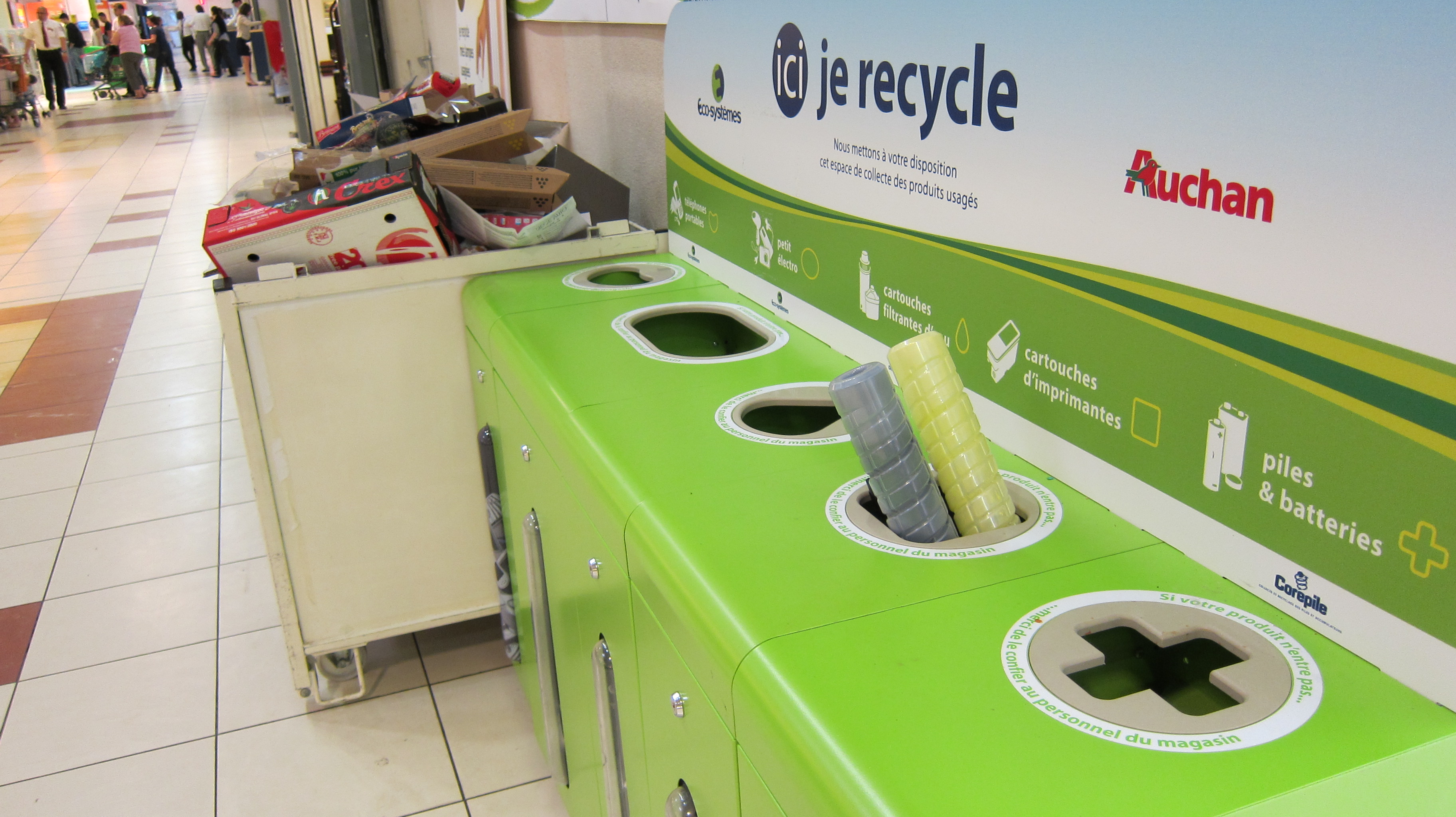
Collecte sélective dans un magasin Auchan à Toulouse.
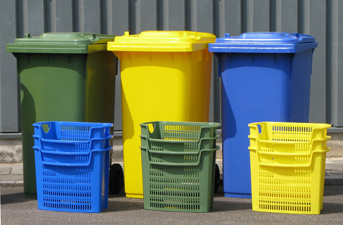
Les couleurs des couvercles et des conteneurs de déchets correspondent à celles des corbeilles et garantissent une clarté maximale.
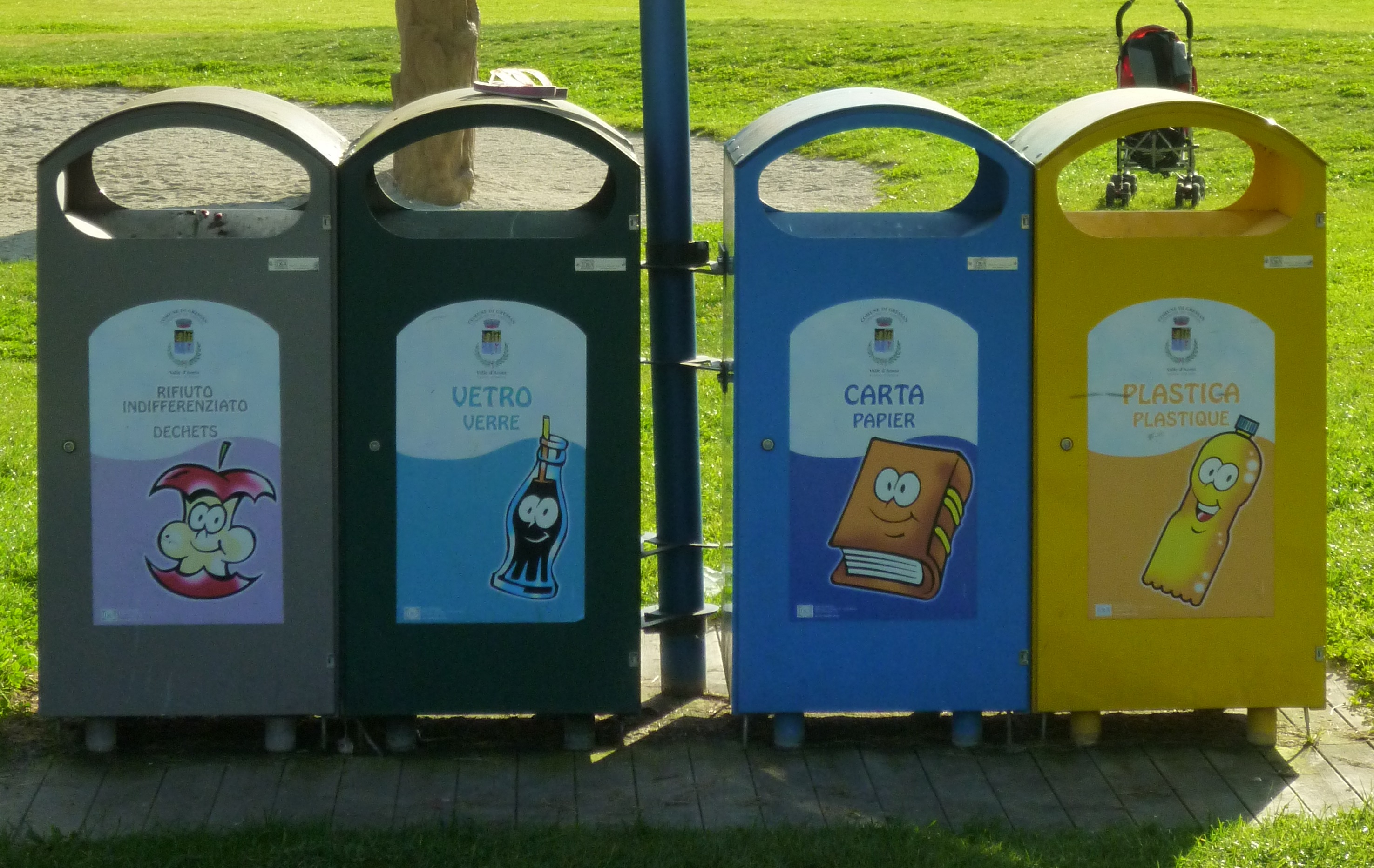
Conteneurs pour le tri sélectif à l'espace vert du Bel-Air (Gressan)

## Bénéfices
D'un point de vue économique, malgré les coûts supplémentaires dus à la complication des étapes de la collecte et du traitement, la valorisation des déchets recyclables et la diminution des coûts de traitement est en général un avantage financier pour les communes[réf. souhaitée].
Le tri des déchets a également un impact positif sur l'environnement, puisque moins de déchets sont jetés, et la matière réutilisée n'a pas besoin d'être extraite autre part.
Il encourage aussi la responsabilisation du citoyen. Celui-ci a, par la pratique de ce tri, un moyen simple de contribuer à la bonne gestion de sa collectivité et à la préservation de son environnement.
Enfin, la mise en place de la sélection des déchets permet la création de nombreux emplois, aussi bien au niveau de la collecte, du traitement que du recyclage et de la valorisation.
En matière de réduction des gaz à effet de serre, selon une méta-étude de 2017, l'efficacité du tri est faible par rapport à d'autres mesures pourtant moins souvent évoquées par les manuels scolaires et communications car affectant davantage le mode de vie des particuliers (voir l'article Empreinte carbone),,.

## Points faibles

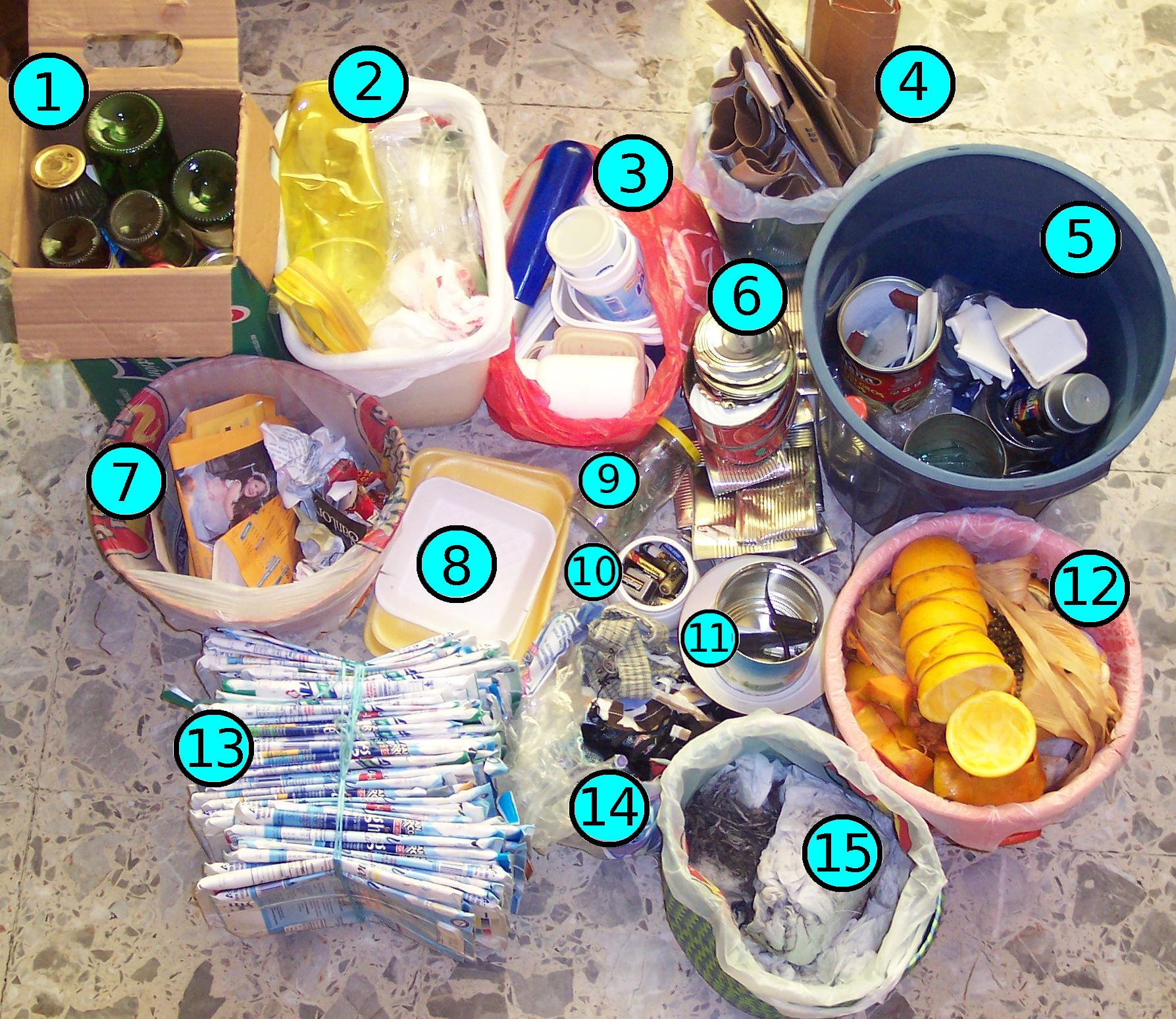
Processus de recyclage avec les 15 catégories.

Malgré la mise en œuvre progressive de la collecte sélective des déchets et de leur recyclage quand c'est possible, par la plupart des pays, les solutions appliquées jusqu'en 2010 sont très éloignées d'un tri optimal. Une étude de rentabilité des circuits de recyclage montre qu'en pratique, les déchets ménagers ne devraient pas être triés selon quatre catégories (verre, plastique et métal, papier, autres déchets), mais selon quinze catégories distinctes :
1. Le verre coloré
2. Les emballages en plastique souple (polyuréthanes)
3. Les emballages en plastique dur (PVC)
4. Les cartons gris et marron
5. Les récipients et objets en aluminium
6. Les boîtes de conserve en fer blanc
7. Les emballages en plastique imprimé, les emballages en papier alimentaire
8. Les emballages en polystyrène
9. Le verre blanc (vitre, vaisselle)
10. Les piles
11. Les autres métaux (sauf fer et aluminium)
12. Les déchets organiques (restes alimentaires, cheveux, plumes, filtres à café) constituent la fraction fermentescible des ordures ménagères (FFOM)
13. Les journaux, magazines, catalogues, annuaires, prospectus
14. Les tissus, vêtements, fils, fibres
15. Les autres déchets (couches-culottes, lingettes, déchets mixtes inclassables)

Cette distinction en 15 catégories ne concerne que les déchets ménagers courants. On peut y ajouter les déchets industriels, qui tendent de plus en plus à être produits par des particuliers, par exemple, les cartouches d'encre, les toners de poudre usagés ou les batteries de voiture, pour lesquels existent des circuits de récupération et de recyclage relativement confidentiels malgré des obligations légales (en France et en Suisse, les conteneurs destinés à les récolter les piles ou cartouches d'encre sont ainsi situés dans tous les magasins qui en vendent).
Ne pas jeter un produit polluant est un geste qui nécessite une attitude responsable et consciente de la part du consommateur, mais il faut que les structures facilitent la restitution des produits à recycler, ce qui n'est pas toujours le cas[réf. souhaitée].
En France, l'absence d'homogénéité fait que, d'une ville à l'autre, le tri est différent. Ainsi, un déchet peut être récupéré dans l'une et refusé dans l'autre.

## Difficultés spécifiques
Pour certains objets, des difficultés particulières n'ont pas permis d'optimiser le recyclage en fonction de la poubelle devant les accueillir[pas clair][réf. nécessaire] :
| Déchets                                           | Type de recyclage                                                                   | Raisons |
| ------------------------------------------------- | ----------------------------------------------------------------------------------- | --- |
| Papier cadeau                                     | Recyclable                                                                          | Certains papiers cadeaux sont en plastique. Seuls les papiers qui au déchirage font apparaître des fibres sont réellement du papier. |
| Ampoules classiques                               | Non recyclable                                                                      | Famille des composites (verre + métal + céramique + gaz inerte) |
| Ampoules « économiques » fluocompactes et néons   | À déposer chez les commerçants équipés de réceptacles à cet effet ou en déchetterie | Ampoule fluorescente compacte avec des terres rares et surtout un composé mercuriel dangereux, qui nécessite de les collecter séparément, sans les casser. |
| Rouleaux en carton (essuie-tout, papier toilette) | Recyclable                                                                          | |
| Pots de yaourt format individuel                  | En fonction des collectivités d'appartenance                                        | Coût financier trop important (nécessite l'installation d'un circuit de recyclage supplémentaire) |
| Tickets à bande magnétique (métro, bus)           | Recyclables                                                                         | La présence d'une bande magnétique n'est pas un problème. Sa taille est par contre un handicap. Il passe en effet entre les mailles des équipements mécaniques installés dans les centres de tri et risque de finir dans les refus, comme tous les papiers qui sont déchirés menus. |
| Couvercles métalliques (confiture)                | Recyclable                                                                          | Acier. À séparer des pots en verre. |
| Vêtements                                         | Recyclable (Recyclage_textile)                                                      | Textiles, linge de maison et chaussures usagés ou non, secs. |
| Agrafes                                           | Recyclable                                                                          | Métal. Leur présence dans des courriers ou publicités n'est pas un problème, elles seront retirées quand le papier sera pulpé, au cours du processus de recyclage. |
| Feuille d'aluminium                               | Recyclable                                                                          | Les feuilles d'aluminium, même souillées, sont recyclables à condition qu'elles ne renferment pas un autre type de déchet en quantité importante. |
| Barquette en aluminium                            | Recyclable                                                                          | Aluminium. La consigne est de déposer les barquettes en aluminium vidées de leur contenu. |
| Plastique souple                                  | En fonction des collectivités d'appartenance                                        | Trop peu de matière : sac plastique, sachet en plastique, cellophane, etc.. — Commence néanmoins à se mettre en place |
| Mouchoirs en papier et papier essuie-tout         | Non recyclable                                                                      | Fibres de cellulose souillées par des résidus organiques (pareil au papier toilette) et parfois chimiques, posant problème dans le processus de recyclage. |

Des associations caritatives (ex. : Mouvement Emmaüs) revendent les vêtements réutilisables et « déchiquettent » les autres pour en faire un isolant de construction.
En France, le point de collecte des déchets d'équipements électriques et électroniques (DEEE) le plus proche peut être trouvé sur le site de Récylum. Ils peuvent aussi être déposés en déchèterie ou ramenés aux magasins.

## Centres de tri

### France
L'idée de créer ces centres s'est matérialisée dans les années 1980-1990, notamment par le centre de tri de Dunkerque, l'un des premiers de France[réf. nécessaire]. De tels centres se sont ensuite créés dans toute la France dans le cadre de plans départementaux des déchets ménagers (alors que les régions traitaient de la question des déchets industriels et toxiques), dont l'organisation, la gouvernance, les caractéristiques et performances diffèrent selon les cas d'après un rapport (état des lieux) sur le parc des centres de tri de recyclables secs ménagers en France publié en 2013 par l'Ademe et réalisée par le bureau d'études Terra.
Ils ont des coûts variables et mal estimés, et des performances très variables, souvent loin derrière leurs homologues allemands[réf. nécessaire].

#### En amont de la chaîne
En 2012 le taux de refus de tri était encore important, voire préoccupant : 17 % de la collecte qui part en décharge ou à l'incinération (les taux d'échec variant de 7,1 à 24,3 % selon les centres), malgré l'objectif national défini par les lois découlant du Grenelle de l'environnement, organisé par le Gouvernement français en septembre et décembre 2007, dites « lois Grenelle », et leur volet spécifique consistant à améliorer le taux de recyclage des déchets-matières et des déchets organiques pour atteindre 35 % en 2012, puis 45 % en 2015, ainsi qu'un taux de recyclage de matière de 75 % pour les emballages ménagers.
Le taux de refus est plus important dans les territoires urbanisés et en ville très dense ainsi que quand le centre reçoit les contenants/emballages ménagers mélangés aux papiers qu'ils salissent (BCMPJ), ce qui est plus fréquent en milieu urbain où il a été considéré en France comme trop difficile d'imposer plus de deux poubelles.
Les déchets recyclables secs des ordures ménagères (dits « RSOM ») en France et outre-mer étaient en 2012 triés par 7 000 personnes (dont environ 5 500 opérateurs de chaîne) dans 253 [centres de tri qui ont ainsi traité 2 904 milliers de tonnes fournies par les collectes séparées des déchets ménagers et assimilés (45 kg/hab/an en moyenne, soit 11 000 t/an par centre de tri, mais avec d'importantes variations selon la taille du centre : 11 des 253 centres étudiés (4 % du parc) triaient en fait 15 % de tous les déchets triés, atteignant 38,3 kilotonnes par centre, alors que les 70 centres les plus modestes n'avaient à trier que 7 % du total (2,8 kilotonnes par centre).
En France, 72 % du flux de déchet arrivant aux centres de tri sont encore « multimatériaux » (jusqu'à 90 % dans la région Midi-Pyrénées ou en Nord-Pas-de-Calais, contre 25 % du flux en région Centre, ou en Champagne-Ardenne et Provence-Alpes-Côte d'Azur). 23 % des déchets arrivent en « bi-flux[Quoi ?] » ou en cartons de déchèterie (4 %). La voie bi-flux sépare les emballages (BCMP) des papiers (J) ou parfois les « corps plats » des « corps creux ».

#### En aval de la chaîne

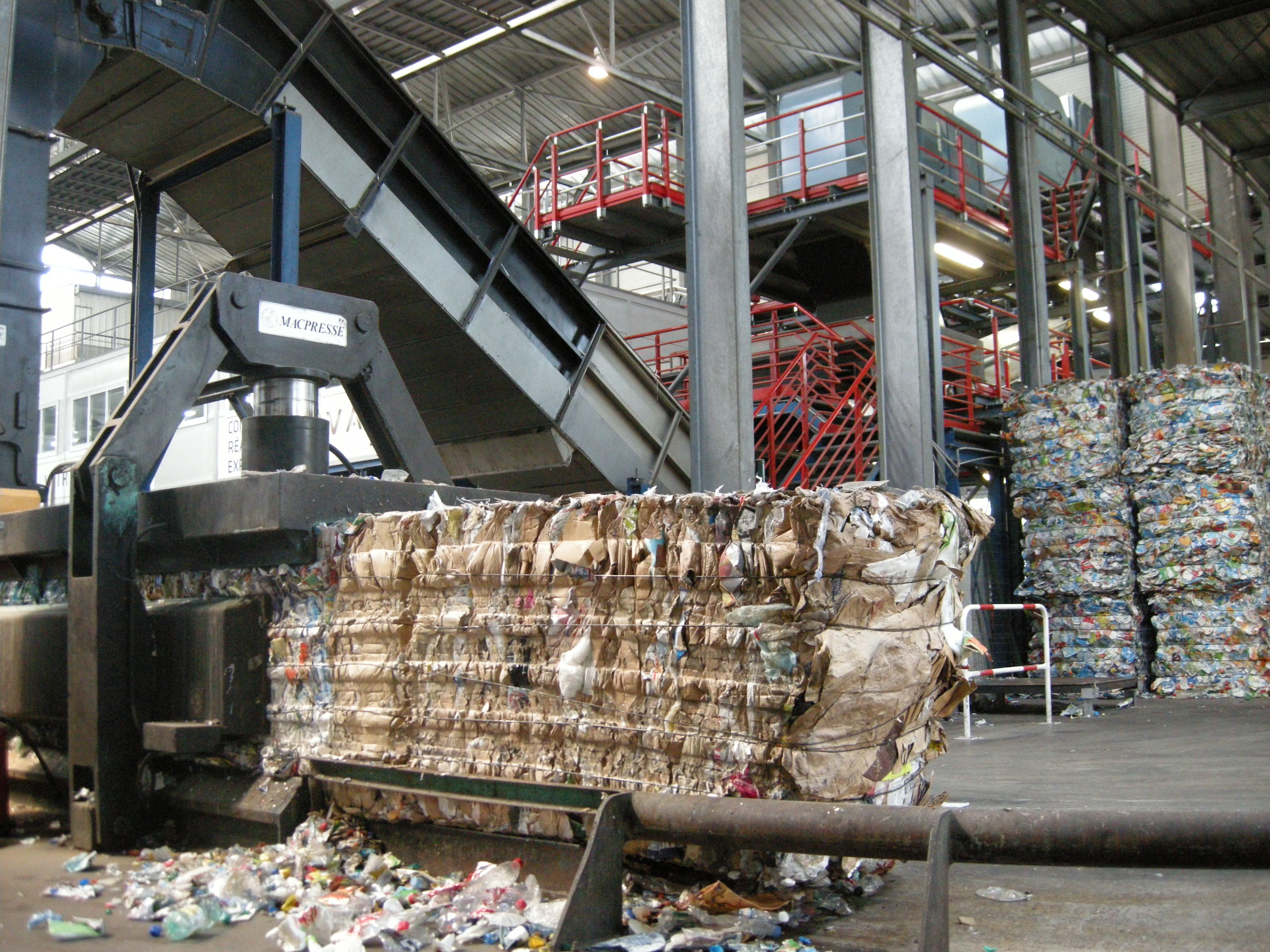
Ballots en sortie de la chaîne de tri du Syndicat intercommunal de traitement des déchets du secteur Cannes-Grasse (SIVADES), à Cannes.

En sortie de tri, les produits à valoriser par le recyclage sont pour 71 % de matériaux fibreux, pour 3,5 % des métaux et pour 8,5 % des plastiques (avec 16,9 % de refus).
Les matériaux dits « soutenus » par le système éco-emballage ou EcoFolio sont partout recyclés dans les mêmes proportions, mais de grandes variations existent pour les autres.
Environ 75 % des centres de tri ne produisent pas de films plastiques et 45 % ne produisent pas de ressource de type « gros de magasin » (papiers et cartons de qualité grossière).
Selon les centres, l'automatisation du tri est plus ou moins avancée et plus élevée dans les centres qui reçoivent un déchet multi-matériaux venant de zones très urbaines (avec d'importantes disparités régionales).